# خوان باتیستا اریکاو
خوان باتیستا اریکاو (انگلیسی: Juan Bautista Arricau؛ زادهٔ ۱ آوریل ۱۹۹۸) بازیکن فوتبال اهل آرژانتین است.
وی همچنین در تیم ملی فوتبال Argentina U17 بازی کرده‌است.